# Цзян Икан
Цзян Ика́н (кит. упр. 姜异康, пиньинь Jiāng Yìkāng, род. в январе 1953, уезд Чжаоюань провинции Шаньдун) - китайский политик, глава парткома КПК пров. Шаньдун (2008-2017), член ЦК КПК с 2007 года.
Член КПК с декабря 1970 года, член ЦК КПК 17-18 созывов (кандидат 16 созыва).

## Биография
Окончил Южно-Китайский промышленный университет по специальности "Управление технологическим процессом", магистр инженерии.
В 1969-74 гг. служил в НОАК.
С 1985 года работал в Канцелярии ЦК КПК, в 1995-2002 годах заместитель начальника Канцелярии.
В 2002-2006 гг. заместитель главы Чунцинского горкома КПК.
В 2006-2008 годах исполнительный проректор (первый заместитель директора, в ранге министра) Китайской национальной школы администрации (ныне академии управления).
С марта 2008 года глава парткома КПК пров. Шаньдун (Восточный Китай) и с 2009 года председатель ПК СНП провинции.
Его предшественник во главе парткома Ли Цзяньго в марте 2008 года был избран зампредом и ответсекретарём ПК ВСНП.
В ноябре 2009 года на встрече с премьер-министром Багамских Островов Цзян Икан отмечал, что Китай неизменно выступает за то, что все страны, будь то большие или малые, богатые или бедные, мощные или слабые, были равны.